# Rip Hunter
Pour les articles homonymes, voir Hunter.
Rip Hunter est un personnage de fiction de l'univers de DC Comics. Créé par Jack Miller et Ruben Moreira (en), il apparait pour la première fois dans le numéro 20 de Showcase en mai 1959.
Après plusieurs apparitions dans Showcase, le personnage connait sa propre série de comics (29 numéros entre 1961 et 1965). Il est plus tard l'un des personnages principaux de la série en 8 huit volumes, Time Masters (1990), écrite par Bob Wayne et Lewis Shiner.

## Biographie fictive
Richard « Rip » Hunter est le fils de Michael Jon Carter, alias Booster Gold. C'est un brillant étudiant en physique. Avec son ami et camarade de classe Jeffrey Smith, il développe durant son doctorat une théorie sur le voyage dans le temps. Ils échafaudent les plans d'une sphère temporelle, la Time Sphere. Leur plus grand rival, John Charles James, projette de son côté de construire un nouveau type de fusée. Quelques années plus tard, James vole la sphère pour tenter d'améliorer sa vie. Rip et Jeffrey parviennent à l'arrêter. Cependant, la source d'énergie de la machine temporelle a disparu. Ils continuent malgré tout leurs travaux, avec l'aide de Bonnie Baxter et son jeune frère Corky. Ils parviennent tous ensemble à trouver le moyen de dupliquer l'élément de puissance pour créer une seconde sphère.
Rip Hunter voyage ensuite dans le temps, remontant même jusqu'à l'ère mésozoïque, pour élucider les mystères de l'Histoire. Il utilise pour cela une technologie très avancée, l'Encyclo-Matic, un ordinateur pourvu d'une base de données historiques, des uniformes avec un équipement d'urgence et un traducteur universel. Il collabore également avec Challengers of the Unknown, Swamp Thing et Deadman pour défaire les dictatoriaux Seigneurs du Soleil. Immortal Man (en) fait ensuite appel à Rip Hunter pour former les « Héros Oubliés » (Forgotten Heroes (en)) avec notamment Animal Man, Congo Bill ou encore Rick Flag Jr.. Ils veulent s'unir pour vaincre Vandal Savage. Ce dernier a découvert l'existence des temples mystérieux et veut les utiliser pour devenir le maître du temps.
Au cours de ses voyages à travers le temps, Hunter fait la rencontre du Sergent Rock. Avec lui et son équipe, Rip remonte le temps jusqu'à la naissance de l'Univers. Ils se retrouvent dans un temple mystérieux, pris par un bruit assourdissant, avant de s'évanouir. Ils se réveillent ensuite à leur époque mais ils ont tous vieilli. L'équipe repart alors dans le passé avec Superman pour détruire les temples. Ils retrouvent ainsi leur âge initial. Ils déjouent plus tard une tentative d'invasion extraterrestre,.
Durant Crisis on Infinite Earths, il voyage jusqu'à l'aube des temps avec les autres Héros Oubliés d'autres, comme Adam Strange et Captain Comet, pour tenter de détruire l'Anti-Monitor (en). Avec l'aide de Brainiac, toute l'équipe voyagent vers Apokolips où Darkseid utilise sa technologie pour scruter l'univers d'anti-matière et aider le Superman de Terre-II, Superboy-Prime et Alexander Luthor Jr. dans la destruction définitive de l'Anti-Monitor,.
Après ce cataclysme trans-dimensionnel, Rip Hunter devient un voyageur temporel sans attache, passant sa vie à explorer les ères passées et futures. Cela lui vaut d'attirer l'attention des Linear Men (en), qui le sauvent à plusieurs reprises, avant de lui proposer de d'intégrer l'équipe. En raison du stress physique lié aux voyages temporels, ses cheveux blanchissent. Certains de ses membres sont par ailleurs remplacés par des implants cybernétiques. Il se fait alors appelé simplement Hunter.
Avec les Linear Men, il apparait dans Zero Hour et la saga Kingdom, où il se bat aux côtés du Superman, du Batman et de la Wonder Woman et d'autres jeunes héros du futur, pour vaincre Gog. Ce combat aboutit à l'effondrement de l'Hypertemps (Hypertime (en)). Les Linear Men sont détruits peu après lors de la guerre contre Imperiex. Leurs consciences survivent et intègrent de nouveaux corps. Cette expérience les rend toutefois fous. Hunter et les autres disparaissent dans un tourbillon créé par la Quintessence,.
Plus tard, Rip Hunter part au XXVe siècle avec Jack Soo, Goldstar I et Booster Gold, pour soigner ce dernier. Il travaille ensuite pour Booster Gold à leur retour en 1987. Le voyage au XXVe siècle lui fait entrevoir un monde dévasté par une guerre nucléaire. Hunter pense que les responsables de cela sont les Illuminati, société secrète fondée par Vandal Savage. Rip Hunter fonde alors les Maîtres du Temps, un groupe de voyageurs temporels dont la mission est d'empêcher la création des Illuminati. Il est notamment par son cousin Dan Hunter. Ce dernier décidera de rester à l'époque de la guerre d'indépendance, où il se lie d'amitié avec Tomahawk (en),.
Dans la série Chronos, Walker Gabriel rapporte qu'à la suite d'un horrible accident, le commandant Hunter a été éparpillé à travers le temps, ne laissant dans son laboratoire que quelques morceaux d'os et de chair resynchronisés. Rip Hunter réapparait finalement dans le présent. Il aide la Société de justice d'Amérique à aller dans le passé pour combattre Per Degaton (en). Il est alors révélé que Rip Hunter n'est qu'un pseudonyme. Il préfère cacher sa véritable identité pour éviter qu'un individu malintentionné remonte le temps pour le détruire.
Dans 52, Rip est activement recherché par Skeets, ancien partenaire de Booster Gold. Il se réfugie dans la cité miniaturisée de Kandor (en) et cherche activement un moyen de réparer le temps, qu'il pense détraqué. Sujet à des troubles du langage, Rip a du mal à trouver une solution, bien qu'il ait en sa possession plusieurs outils comme le dimensiomètre du Voleur d'Ombres] ou le gant de kryptonite de Lex Luthor, ramené par Supernova (en) à la demande de Rip. Lorsque Skeets se fait connaître, Supernova lui révèle qu'il n'est autre que Booster Gold. Booster Gold expliquera ensuite cela : en pénétrant dans le laboratoire secret de Rip Hunter, Booster Gold avait découvert des indices sur l'origine des perturbations du continuum espace-temps. Il voulait alors en parler à Skeets mais Rip Hunter avait brusquement surgit pour l'en dissuader et lui révéler la vérité sur Skeets. Rip avait alors entrainé Booster Gold dans un champ temporel indétectable, où ils avaient conçu un plan pour contrer leur adversaire. Hunter avait ensuite donné à Booster Gold un costume pourvu d'une technologie basée sur les lumières surnaturelles et la téléportation appliquée, afin de se donner une nouvelle identité. Projeté 12 semaines plus tôt, Booster Gold avait pris le surnom de Supernova, un super-héros humble et intègre qui jouait le rival de son autre lui-même, jusqu'à la simulation de sa mort. Le but était de faire diversion et de donner le temps de préparer leur combat final contre Skeets. De retour dans le présent, Booster Gold et Rip Hunter se servent de T. O. Morrow comme appât pour attirer Skeets. Ce dernier est en réalité utilisé comme cocon par Mister Mind, pour évoluer en une forme d'insecte capable de dévorer le Multivers. Mind tente de les piéger dans la Zone Fantôme mais Supernova II l'en empêcha en remettant cette dimension à sa place. L'insecte Mind se nourrit d'années et d'évènements entiers de chacun de ses mondes, altérant leurs histoires respectives au cours du processus. Hunter demande alors à Booster Gold de l'arrêter. Mais Gold doute sérieusement de pouvoir le faire, avant que Skeets le motive. Après leur victoire, Hunter décide de garder secrète l'existence du nouveau Multivers, qu'il souhaite cependant explorer,...

## Apparitions dans d'autres médias

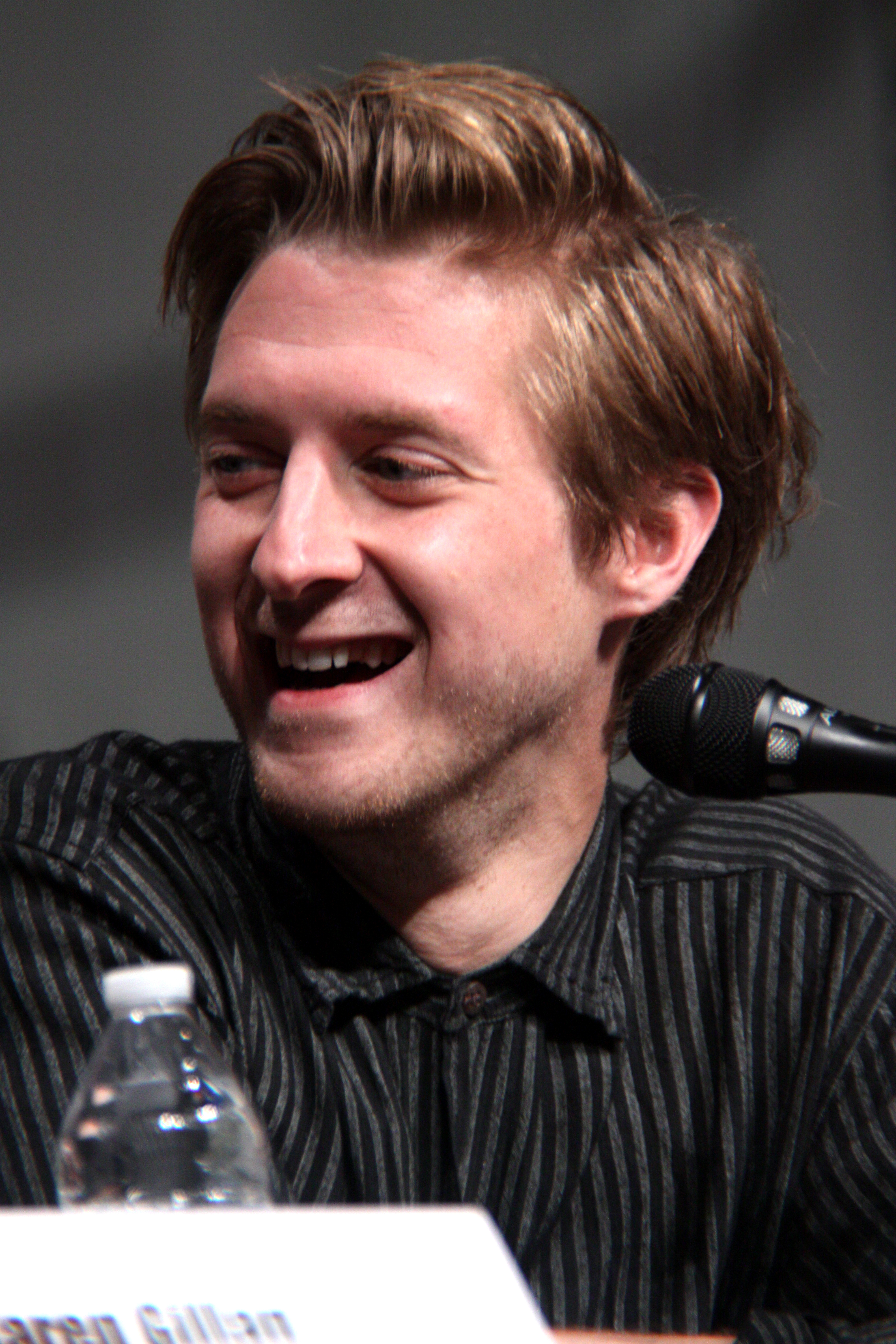
Arthur Darvill incarne Rip Hunter dans Legends of Tomorrow

Sauf indication contraire, les informations mentionnées dans cette section peuvent être confirmées par la base de données cinématographiques IMDb,  présente dans la section « Liens externes ».

### Télévision
- 2011 : Batman : L'Alliance des héros (série d'animation)

Interprété par Arthur Darvill dans le Arrowverse
- 2016-2018 et 2021: Legends of Tomorrow (série télévisée)
- Dans la saison 1, il recrute Sara Lance / White Canary, Ray Palmer / The Atom, Kendra Saunders / Hawkgirl, Carter Hall / Hawkman, Leonard Snart / Captain Cold, Mick Rory / Heat Wave, Martin Stein et Jefferson Jackson / Firestorm pour vaincre Vandal Sauvage.
- Dans la saison 2, il est forcé d'envoyer son équipe et lui même a travers le temps pour échapper à la mort. Il sera retrouvé plusieurs mois après par les Légendes et la Legion qui veulent le récupérer pour connaître l'emplacement de la lance du destin. Après un passage chez la Legion, il est sauvé par Sara. Il quittera l'équipe laissant officiellement le commandement à Sara.
- Dans la saison 3, il répare les anomalies temporelles créées par les Légendes avec son organisation "Le Bureau Temporel". Il dissout les Légendes, mais ces derniers volent le Waverider pour poursuivre la mission. Il rejoint les Légendes pour enquêter sur Mallus et causera la mort de plusieurs agents; par conséquent, il sera arrêté par le bureau. Il arrive à s'échapper, trouve Wally West alias Kid Flash et l'amène chez les Légendes pour que ce dernier les aide. Rip se sacrifie pour permettre au Légendes de fuir quand Mallus est libéré.
- Le personnage revient lors du 100ème épisode de la série (saison 7).